# Mykolas Romeris universitet
Mykolas Romeris universitet (eller MRU for litauisk: Mykolo Romerio universitetas) er et universitet i hovedstaden i Litauen Vilnius, der bæret navnet på den litauiske jurist og politiker Mykolas Römeris. Det er etableret i 2004 og er statsfinansieret.
Mere end 20.000 studerende var indskrevet i studieåret 2009-2010.

## Struktur
Universitetet består af 7 fakulteter og 40 afdelinger. Det tilbyder mere end 70 studieprogrammer på bachelor, master og doktor-niveau.

### Fakulteter
- Økonomi og finans
- Juridiske fakultet
- Strategisk mangegement og politik
- Offentlig administration
- Socialpolitik
- Offentlig sikkerhed

## Ekstern henvisning
- MRUs officielle hjemmeside (engelsk)